# Montcherand
Montcherand est une commune suisse du canton de Vaud, située dans le district du Jura-Nord vaudois. Montcherand est mentionné pour la première fois en 1324 sous le nom de Montcherant.
Au Moyen Âge, Montcherand appartenait à la seigneurie des Clées. Le prieuré des Baulmes et, depuis le XIIe siècle, l'abbaye de Payerne, possédaient de riches domaines à Montcherand. Avec la conquête de Vaud par Berne en 1536, le lieu fait partie de la Kastlanei Les Clées sous le Bailliage d'Yverdon. Après la chute de l'Ancien Régime, Montcherand appartenait au canton du Léman de 1798 à 1803 pendant la République helvétique, qui fut ensuite rattachée au canton de Vaud avec la promulgation de la constitution de la médiation. Il fut affecté au quartier de l'Orbe en 1798.

## Armoiries
Le blason des armoiries municipales est de gueules, au sautoir d'argent, en pointe aux coupeaux d'or. Les émaux de couleur rouge représentent l’abbaye de Payerne. Le « nuage » couleur jaune doré représente le « Mont » qui vient du nom de la commune. Enfin le sautoir blanc-argent représente le prieuré de Baulmes.

## Géographie

### Localisation
Montcherand se situe à 556 m d'altitude à 2 km au nord-ouest d' Orbe et à 11 km à l'ouest-sud-ouest du chef-lieu de district Yverdon-les-Bains (à droite). Le village agricole s'étend dans le plateau central dans le jura-nord vaudois, sur un versant incliné à l'est sur le plateau du pied du Jura, au nord de la coupe de la vallée de l'Orbe.
La superficie du territoire communal de 3,1 km² comprend une partie du plateau du pied du Jura. La frontière sud longe le cours de l'Orbe, qui a creusé une vallée semblable à une gorge dans le plateau, les Gorges de l'Orbe protégées. La commune s'étend vers le nord sur le plateau légèrement vallonné avec la colline forestière de Châtillon (555 m d'altitude). Le point culminant de Montcherand est à 615 m d'altitude. M. atteint dans la forêt de Plume au-dessus des Gorges de l'Orbe. En 1997, 16 % du territoire communal était constitué d'habitats, 30 % de forêts et de terres boisées, 53 % d'agriculture et un peu moins de 1 % de terres improductives.

Le hameau de Creux au Loup (572 m d'altitude) à la limite nord du village et quelques fermes individuelles appartiennent à Montcherand. Les communes voisines de Montcherand sont Orbe, Agiez, Les Clées, Sergey et Valeyres-sous-Rances.

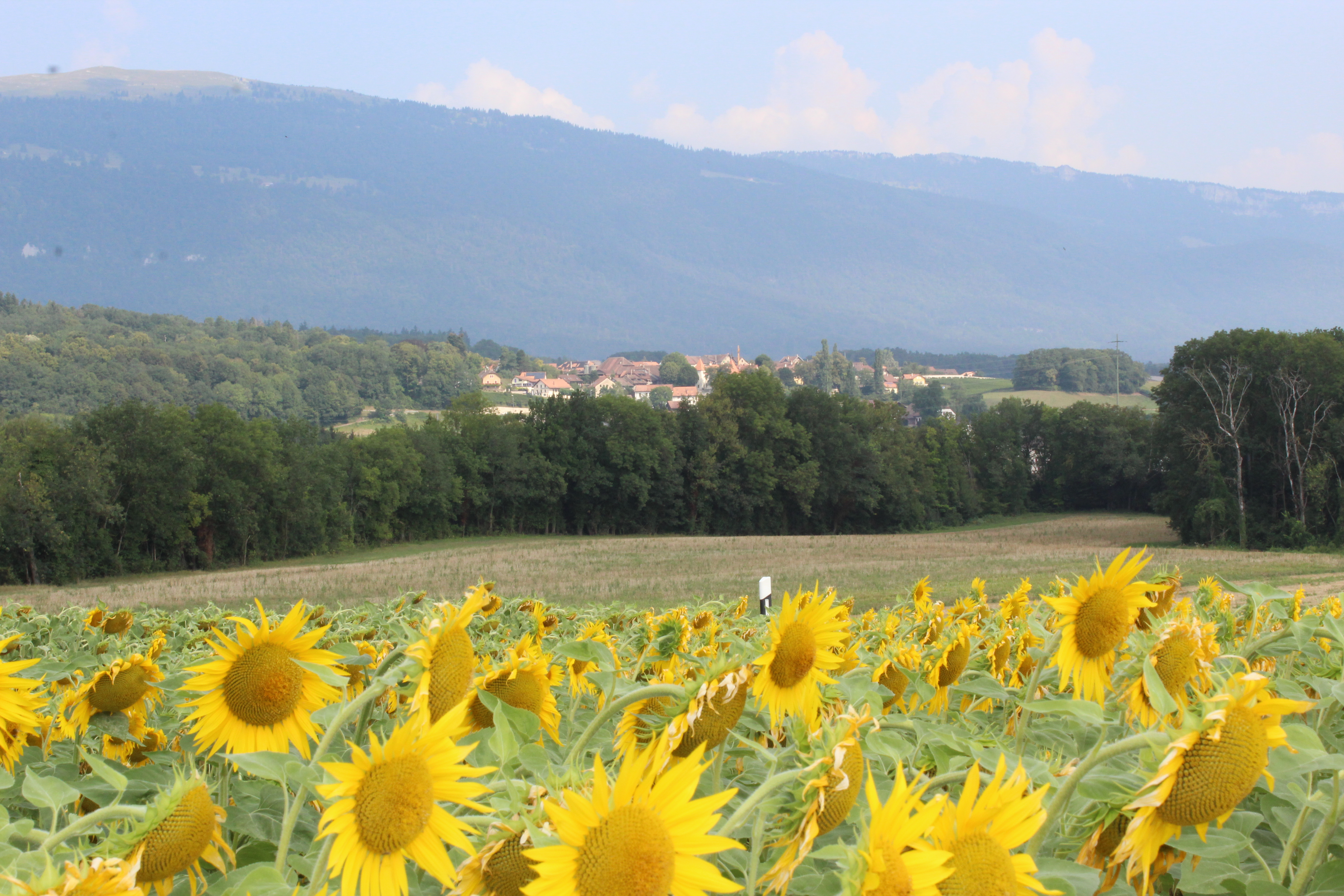
Panorama du village depuis les hauteurs d'Agiez
(en arrière-plan, Le Suchet).

## Histoire
Le dimanche 10 juin 1934, en début d'après midi, s'est déroulé au centre du village une manifestation d'extrême droite organisée par le chef de l'Union nationale Georges Oltramare. Un mannequin à l'effigie du politicien natif de Montcherand Léon Nicole a été immolé à cette occasion sur la place du village. Cet autodafé est connu sous le nom d'Incident de Montcherand.

## Population

### Gentillé
Les habitants de la commune sont surnommés les Pique-Raisinets,.

### Démographie
Montcherand a une population (en décembre 2019) de 505 habitants. En 2008, 11,7 % de la population sont des ressortissants étrangers résidents. Au cours des 10 dernières années (1999-2009), la population a changé à un taux de -3,6%. Il a évolué à un taux de -10,8 % en raison des migrations et à un taux de 7 % en raison des naissances et des décès.
La majorité de la population (en 2000) parle le français (385 ou 95,3 %), le portugais étant le deuxième plus courant (5 ou 1,2 %) et l'italien le troisième (4 ou 1,0 %). Il y a 3 personnes qui parlent allemand.
La répartition par âge, en 2009, à Montcherand est ; 46 enfants soit 10,7% de la population ont entre 0 et 9 ans et 67 adolescents soit 15,6% ont entre 10 et 19 ans. Sur la population adulte, 49 personnes soit 11,4% de la population ont entre 20 et 29 ans. 75 personnes ou 17,5 % ont entre 30 et 39 ans, 64 personnes ou 14,9 % ont entre 40 et 49 ans et 46 personnes ou 10,7 % ont entre 50 et 59 ans. La répartition de la population des seniors est de 41 personnes soit 9,6 % de la population a entre 60 ans et 69 ans, 25 personnes soit 5,8% ont entre 70 et 79 ans, il y a 13 personnes ou 3,0% qui ont entre 80 et 89, et il y a 3 personnes ou 0,7% qui ont 90 ans et plus.
En 2000, il y avait 177 personnes célibataires et jamais mariées dans la municipalité. Il y avait 201 personnes mariées, 12 veuves ou veufs et 14 personnes divorcées.
En 2000, il y avait 148 ménages privés dans la municipalité, et une moyenne de 2,7 personnes par ménage. Il y avait 31 ménages composés d'une seule personne et 13 ménages de cinq personnes ou plus. Sur un total de 150 ménages qui ont répondu à cette question, 20,7 % étaient des ménages composés d'une seule personne et il y avait 2 adultes qui vivaient avec leurs parents. Du reste des ménages, il y a 40 couples mariés sans enfants, 67 couples mariés avec enfants Il y avait 4 parents célibataires avec un enfant ou des enfants. Il y avait 4 ménages composés de personnes non apparentées et 2 ménages constitués d'une sorte d'institution ou d'un autre logement collectif.
En 2000, il y avait 59 maisons unifamiliales (soit 58,4 % du total) sur un total de 101 bâtiments habités. Il y avait 20 immeubles multifamiliaux (19,8 %), ainsi que 13 immeubles polyvalents qui étaient principalement utilisés pour le logement (12,9 %) et 9 autres immeubles à usage (commercial ou industriel) qui comportaient également des logements (8,9 %).
En 2000, un total de 142 appartements (91,0 % du total) étaient occupés en permanence, tandis que 10 appartements (6,4 %) étaient occupés de façon saisonnière et 4 appartements (2,6 %) étaient vides. En 2009, le taux de construction de nouvelles unités de logement était de 0 nouvelles unités pour 1000 habitants. Le taux d'inoccupation de la municipalité, en 2010, était de 0 %.
La population historique est donnée dans le tableau suivant, :
| Année | Nombre d'habitants |
| ----- | ------------------ |
| 1416  | 14                 |
| 1453  | 6                  |
| 1764  | 135                |
| 1850  | 289                |
| 1860  | 245                |
| 1870  | 258                |
| 1888  | 245                |
| 1900  | 258                |
| 1910  | 295                |
| 1920  | 288                |
| 1930  | 296                |
| 1941  | 269                |
| 1950  | 262                |
| 1960  | 254                |
| 1970  | 245                |
| 1980  | 266                |
| 1990  | 314                |
| 2000  | 404                |
| 2019  | 505                |

## Éducation
À Montcherand, environ 157 ou (38,9%) de la population ont terminé l'enseignement secondaire supérieur non obligatoire, et 44 ou (10,9%) ont terminé l'enseignement supérieur complémentaire (soit une université, soit une haute école spécialisée). Sur les 44 diplômés de l'enseignement supérieur, 70,5% étaient des hommes suisses, 20,5% étaient des femmes suisses.
Au cours de l'année scolaire 2009/2010, il y avait un total de 54 élèves dans le district scolaire de Montcherand. Dans le système scolaire cantonal vaudois, deux années de préscolaire non obligatoire sont assurées par les circonscriptions politiques. Au cours de l'année scolaire, le district politique a fourni des soins préscolaires à un total de 578 enfants dont 359 enfants (62,1 %) ont reçu des soins préscolaires subventionnés. Le programme de l'école primaire du canton exige que les élèves soient scolarisés pendant quatre ans. Il y avait 24 élèves dans le programme de l'école primaire municipale. Le programme obligatoire de l'enseignement secondaire inférieur dure six ans et il y avait 29 élèves dans ces écoles. Il y avait aussi 1 élève qui était scolarisé à la maison ou qui fréquentait une autre école non traditionnelle.
En 2000, il y avait 7 élèves à Montcherand qui venaient d'une autre commune, tandis que 77 habitants fréquentaient des écoles extérieures à la commune.

## Religion
À partir du recensement de 2000, 60 ou 14,9 % étaient catholiques romains, tandis que 284 ou 70,3 % appartenaient à l'Église réformée suisse. Du reste de la population, il y avait 15 personnes (soit environ 3,71 % de la population) qui appartenaient à une autre église chrétienne. Il y avait 1 personne qui était bouddhiste. 43 (soit environ 10,64 % de la population) n'appartenaient à aucune église, sont agnostiques ou athées, et 8 individus (soit environ 1,98 % de la population) n'ont pas répondu à la question.

## Économie

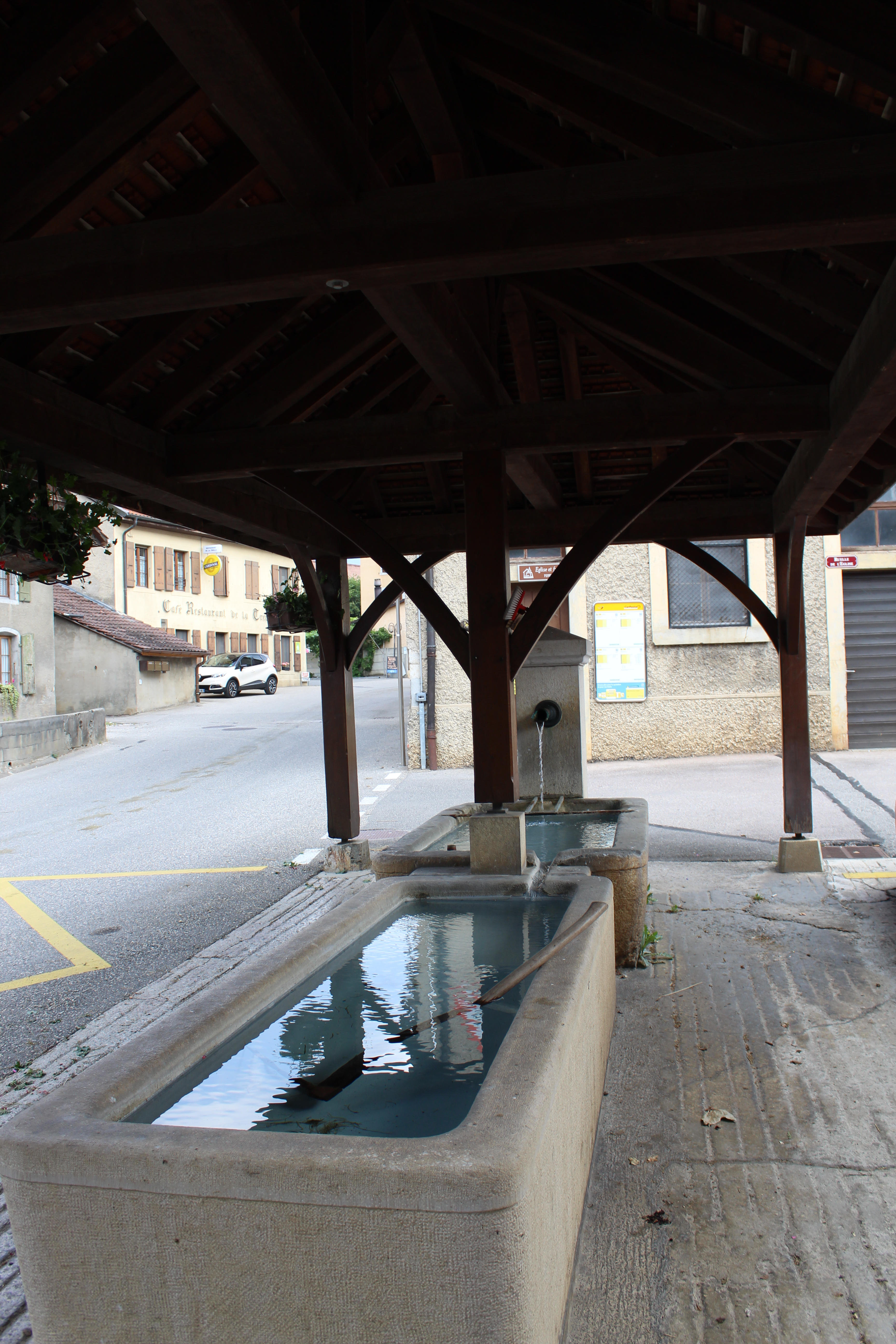
Une des fontaines-lavoirs du village.

Jusqu'au 20e siècle, Montcherand était un village à dominante agricole. Sur les sols fertiles du pied du Jura, l'agriculture est principalement pratiquée. La Compagnie vaudoise des forces motrices du lac de Joux et de l'Orbe opère en bordure de la vallée de l'Orbe depuis 1908. Il existe d'autres emplois dans les petites entreprises locales. Au cours des dernières décennies, Montcherand s'est développé en une communauté résidentielle. De nombreux travailleurs sont donc des navetteurs qui travaillent à Orbe ou à Yverdon-les-Bains.
En 2010, Montcherand avait un taux de chômage de 3,3%. En 2008, il y avait 21 personnes employées dans le secteur économique primaire et environ 7 entreprises impliquées dans ce secteur. 61 personnes étaient employées dans le secteur secondaire et il y avait 7 entreprises dans ce secteur. 38 personnes étaient employées dans le secteur tertiaire, avec 9 entreprises dans ce secteur. Il y avait 206 résidents de la municipalité qui étaient employés dans une certaine capacité, dont les femmes représentaient 44,2 % de la main-d'œuvre.
En 2008, le nombre total d'emplois équivalents temps plein était de 100. Le nombre d'emplois dans le secteur primaire était de 15, tous dans l'agriculture. Le nombre d'emplois dans le secteur secondaire était de 55 dont 1 dans la fabrication et 19 (34,5 %) dans la construction. Le nombre d'emplois dans le secteur tertiaire était de 30. Dans le secteur tertiaire ; 17 ou 56,7% étaient dans le mouvement et le stockage de marchandises, 2 ou 6,7% étaient dans un hôtel ou un restaurant, 7 ou 23,3% étaient des professionnels techniques ou des scientifiques, 2 ou 6,7% étaient dans l'enseignement.
En 2000, il y avait 66 travailleurs qui faisaient la navette dans la municipalité et 162 travailleurs qui faisaient la navette. La municipalité est un exportateur net de travailleurs, avec environ 2,5 travailleurs quittant la municipalité pour chaque entrée. Environ 16,7% de la main-d'œuvre entrant à Montcherand vient de l'étranger. Parmi la population active, 5,3 % utilisaient les transports en commun pour se rendre au travail et 75,7 % utilisaient une voiture particulière.

## Monuments
Située sur le parcours des pèlerins de Saint-Jacques-de-Compostelle, l'ancienne église Saint-Étienne de Montcherand appartenait au Xe siècle à un prieuré dépendant de Payerne et faisait donc partie des sites clunisiens. Elle est devenue temple protestant à la Réforme et est inscrite comme bien culturel suisse d'importance nationale.
La commune compte également sur son territoire une maison de maître, dite « château ». Déjà attestée par un plan cadastral vers 1680, elle est reconstruite vers 1790 avec adjonction éventuelle de deux tourelles par Pierre-Abraham Guignard, ébéniste réputé, actif surtout dans les régions d'Yverdon et de Neuchâtel. Aménagements néogothiques vers 1922.
Le château de Montcherand a été classé par l’État de Vaud comme monument historique. Il fut construit en 1790 sur le modèle du château de Chamblon. Le propriétaire, Henri Guignard, capitaine du génie en France, est devenu commandant militaire à Orbe après avoir joué un rôle important lors de la révolution dans notre pays. C’est lui qui dressa, à la demande de la France qui avait besoin de routes pour ses carrosses, le premier tracé du Simplon. Ce château fut construit sur l’emplacement d’un autre château féodal datant du XVIe siècle afin de surveiller un passage important sur la route des Clées dont le seigneur était aussi de Montcherand. Pendant le XIXe siècle, le château fut habité par différentes familles patriciennes bernoises, ce qui paraît curieux pour une demeure construite par un farouche révolutionnaire, ennemi des « aristocrates ». Au début de ce siècle, le château appartint à un forestier qui le restaura et y rassembla une collection d’objets du pays. Il fut acheté en 1958 par M. Jean André qui en fit un centre d’accueil pour des enfants. C’était une sorte d’école privée où les élèves logeaient toute la semaine. A ce jour le château n’est plus un centre d’accueil et il est actuellement une maison d'hôtes,.

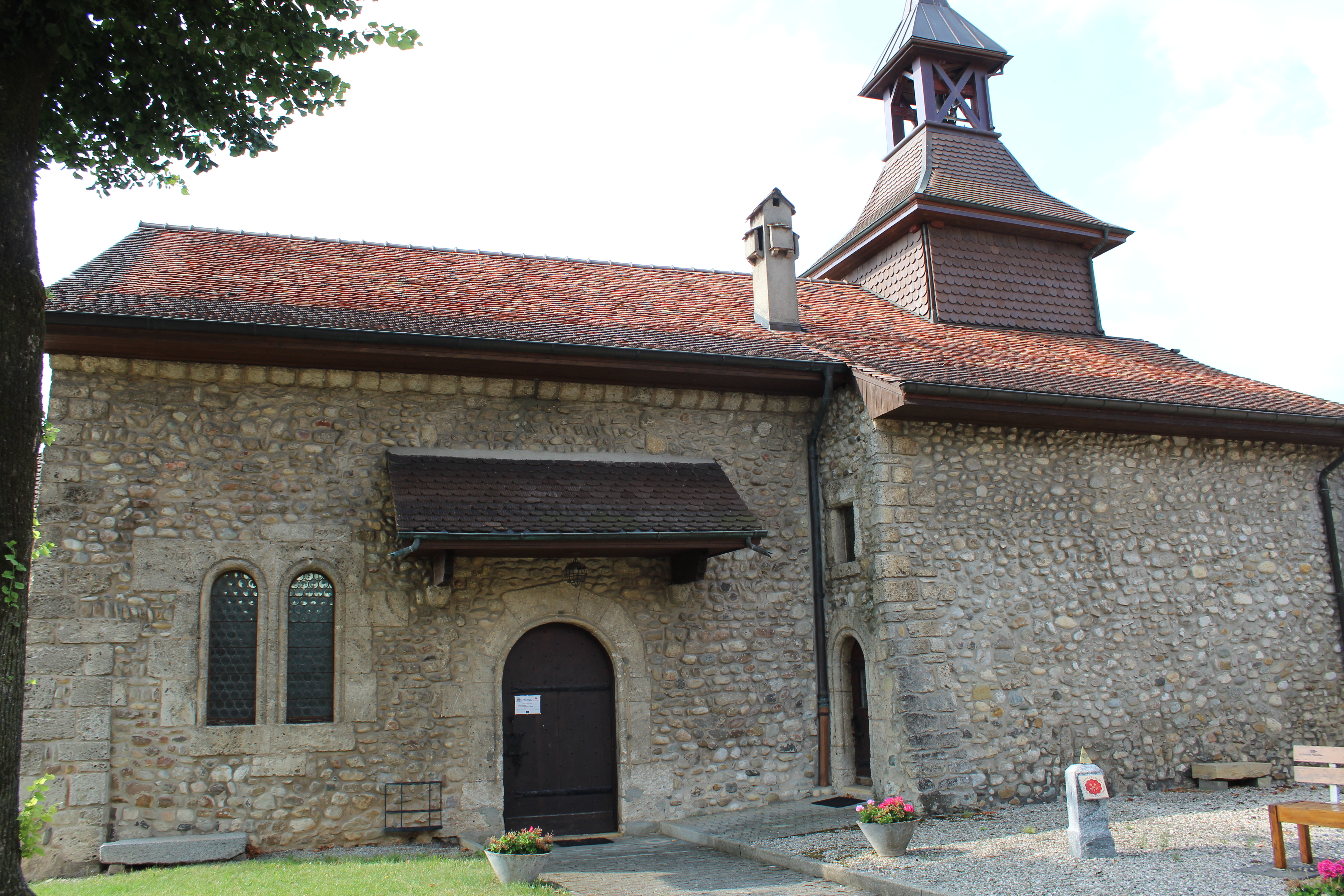
L'ancienne église devenue temple de nos jours.

## Activités
La commune est bordée par l'orbe et ses gorges ou l'on peut retrouver de nombreux chemins de randonnées. On y trouve également un lac artificiel permettant de pêcher pour les personnes à mobilité réduite.
La commune comporte également de nombreuses sociétés, dont un club de foot, un club de pétanque, une société de tir, un club de tennis ainsi qu'une société de gymnastique

## Trafic
La communauté est bien développée en termes de trafic. Il est situé sur la route principale d'Orbe à Vallorbe ou sur le col de Jougne à Pontarlier en France. Le centre-ville est débarrassé du trafic de transit depuis l'ouverture de l'autoroute A9. Le parcours CarPostal, qui relie Orbe à Vallorbe, relie Montcherand au réseau de transports en commun.

## Personnalités
- Léon Nicole, homme politique suisse
- Bernard Barbey, diplomate, écrivain et militaire vaudois.
- Ernest Manganel, directeur du Musée cantonal des beaux-arts et de l'École cantonale d'art vaudois.
- Louis Gagnaux, personnalité politique suisse
- Luciano, DJ chilien-suisse